# Elatine hexandra
Élatine à six étamines, Élatine des marais
Ne doit pas être confondu avec Élatine à trois étamines.
Espèce
Elatine hexandra, l’Élatine à six étamines ou Élatine des marais, est une espèce de plantes à fleurs du genre Elatine et de la famille des Elatinaceae, endémique d'Europe.

## Description

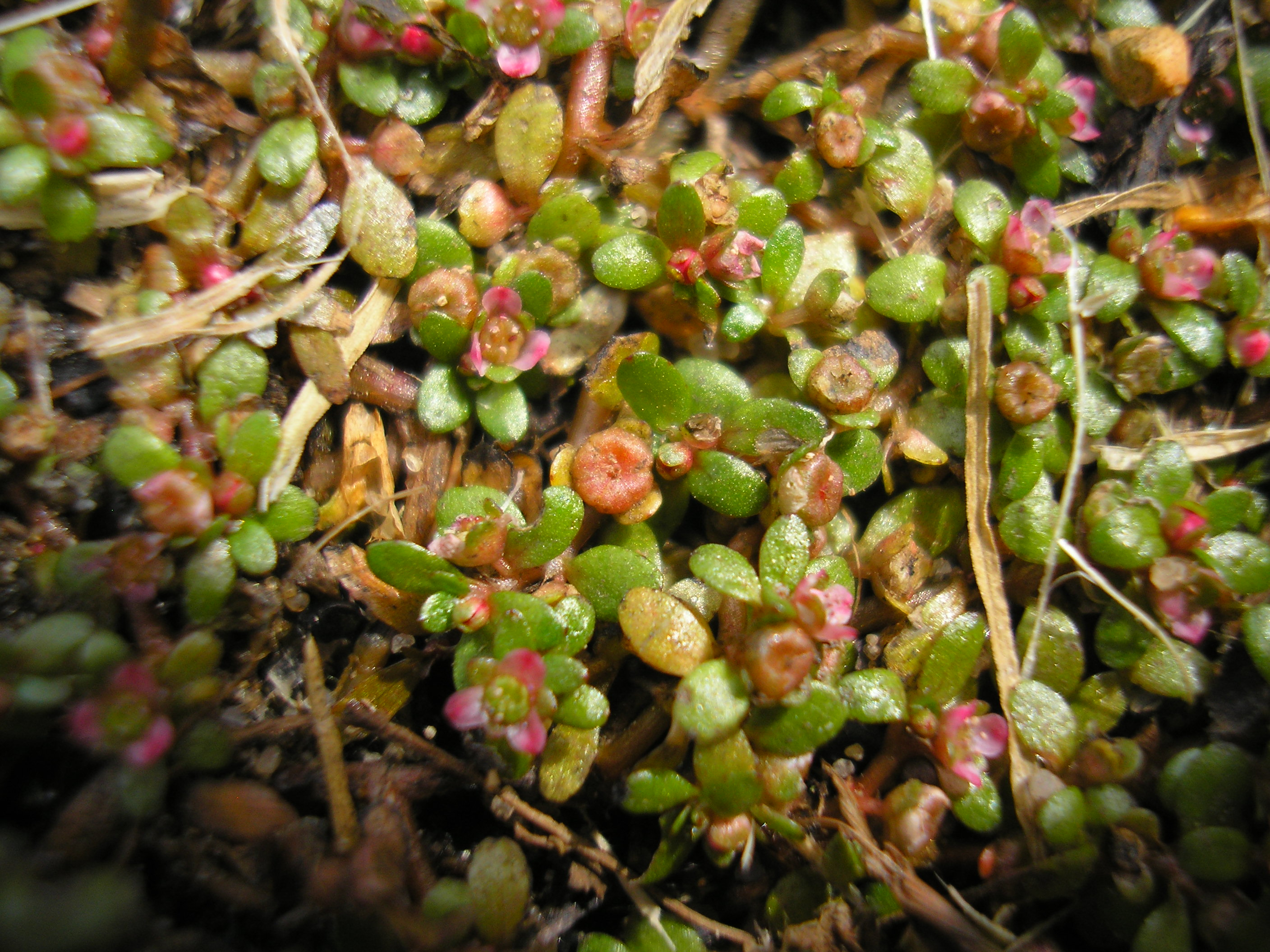
Plants d’Elatine hexandra.

Elatine hexandra est une plante annuelle qui mesure de 2 à 10 cm. La corolle a un diamètre de 2 à 3 mm. Les feuilles sont opposées, oblongues-elliptiques, atténuées en pétiole plus court que le limbe. 
Les fleurs sont d'un blanc rosé, axillaires, alternes, solitaires, pédicellées, à pédicelles ordinairement plus courts que les feuilles. Il y a trois sépales, égalant ou dépassant à peine la capsule, trois pétales un peu plus longs que les sépales, et six étamines (d'où son nom). 
La capsule est déprimée, à trois valves, et les graines sont un peu arquées.

## Habitat et répartition
Cette petite plante prostrée pousse dans des zones exondées des rivières et des lacs. Elle est endémique d'Europe.

## Taxonomie
Le nom scientifique complet (avec auteur) de ce taxon est Elatine hexandra (Lapierre) DC..
L'espèce a été initialement classée dans le genre Tillaea sous le basionyme Tillaea hexandra Lapierre.
Cette espèce porte en français les noms vernaculaires ou normalisés « Élatine des marais » ou « Élatine à six étamines »,.
Elatine hexandra a pour synonymes :
- Birolia paludosa Bellardi, 1809[6]
- Elatine paludosa Seub.[1]
- Elatine hexandra subvar. pedunculata Coss. & Germ., 1861[6]
- Elatine hexandra var. pedunculata (Coss. & Germ.) Rouy & Foucaud, 1896[6]
- Elatine paludosa subsp. hexandra (Lapierre) Bonnier, 1913[6]
- Elatine paludosa Seub., 1842[6]
- Elatine tripetala Sm., 1793[6],[1]
- Hydropiper hexandrum (Lapierre) Fourr., 1868[6],[1]
- Hydropiper majus Fourr., 1868[6]
- Potamopitys hexandra (Lapierre) Kuntze[1]
- Tillaea hexandra Lapierre, 1802[6]

## Menaces et conservation
L'espèce est menacée partout en France, où elle est protégée : elle est classée « en danger critique d'extinction » (CR) en Île-de-France, Nord-Pas-de-Calais et Picardie, « en danger » (EN) en Alsace, Auvergne, Bourgogne, Rhône-Alpes et « espèce vulnérable » (VU) en Basse-Normandie, Champagne-Ardenne, Corse et Lorraine.

## Publication originale
- Jean-Baptiste Lamarck, Augustin Pyramus de Candolle, A. G. Dezauche et Jacques Eustache de Sáeve, Flore française, ou, Descriptions succinctes de toutes les plantes qui croissent naturellement en France : disposées selon une nouvelle méthode d'analyse, et précédées par un exposé des principes élémentaires de la botanique, vol. 5, Desray, 1805 (lire en ligne), p. 609